# Wardarina kugleri
Wardarina kugleri är en tvåvingeart som beskrevs av Herting 1986. Wardarina kugleri ingår i släktet Wardarina och familjen parasitflugor.
Artens utbredningsområde är Israel. Inga underarter finns listade i Catalogue of Life.